# Semiothisa errata
Semiothisa errata là một loài bướm đêm trong họ Geometridae.